# Antropora paucicryptocysta
Antropora paucicryptocysta is een mosdiertjessoort uit de familie van de Antroporidae. De wetenschappelijke naam van de soort is voor het eerst geldig gepubliceerd in 1983 door Moyano.